# کوه ام آد دامی
کوه ام آد دامی (به عربی: جبل أم الدامی) یک کوه در اردن است که در استان عقبه واقع شده‌است. کوه ام آد دامی ۱٬۸۵۴ متر بالاتر از سطح دریا واقع شده‌است.